# El Destacamento
El Destacamento es una ranchería del municipio de Bacanora ubicada en el este del estado mexicano de Sonora, cercana al límite divisorio con el estado de Chihuahua en la zona de la Sierra Madre Occidental. Es la segunda localidad más poblada del municipio, y según los datos del Censo de Población y Vivienda realizado en 2020 por el Instituto Nacional de Estadística y Geografía (INEGI), la ranchería cuenta con 117 habitantes.

## Geografía
Véase también: Geografía del Municipio de Bacanora
El Destacamento se encuentra bajo las coordenadas geográficas 29°01'53" de latitud norte y 109°23'40" de longitud oeste del meridiano de Greenwich, a una altura media de 512 metros sobre el nivel del mar, estando en las zonas bajas de las Sierra Madre Occidental. Cercanas a su ubicación se encuentran las serranías de La Joya, Sandoval y Campanera, también cerca fluye el río Bacanora.

## Demografía
Según el Censo de Población y Vivienda realizado en 2020 realizado por el Instituto Nacional de Estadística y Geografía (INEGI), la ranchería tiene un total de 117 habitantes, de los cuales 61 son hombres y 56 son mujeres. En 2020 había 45 viviendas, pero de estas 28 viviendas estaban habitadas, de las cuales 7 estaban bajo el cargo de una mujer.
El 86.32 de sus pobladores pertenece a la religión católica, el 6.84% es cristiano evangélico/protestante o de alguna variante, mientras que el 6.84% no profesa ninguna religión.

### Población histórica
Evolución de la cantidad de habitantes desde el evento censal del año 1910:
| Año           | 1910 | 1921 | 1930 | 1940 | 1950 | 1960 | 1970 | 1980 | 1990 | 1995 | 2000 | 2005 | 2010 | 2020 |
| Población     | 44   | 0    | 0    | 0    | 94   | 97   | 130  | 154  | 141  | 129  | 102  | 78   | 84   | 117  |
| Fuente: INEGI |      |      |      |      |      |      |      |      |      |      |      |      |      |      |

## Gobierno
Véase también Gobierno del Municipio de Bacanora.
El Destacamento es una de las 18 localidades en las que se conforma el Municipio de Bacanora y su sede de gobierno de ubica en la cabecera municipal, el pueblo de Bacanora. Cuyo ayuntamiento está integrado por un presidente municipal, un síndico, 3 regidores de mayoría relativa y 2 de representación proporcional, electos cada 3 años.